# Direct Memory Access

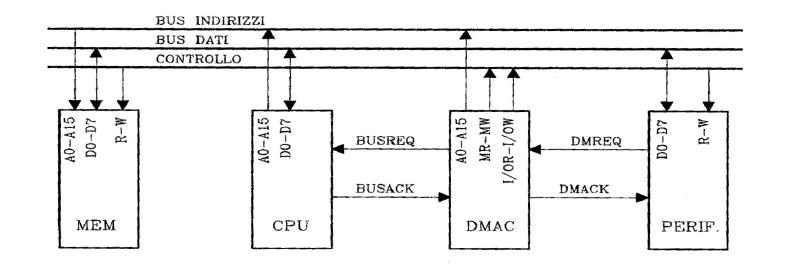
Funzionamento di un sistema con DMAC

In informatica il Direct Memory Access (DMA, lett. "accesso diretto alla memoria") di un computer è quel meccanismo che permette ad altri sottosistemi, quali ad esempio le periferiche, di accedere direttamente alla memoria interna per scambiare dati, in lettura e/o scrittura, senza coinvolgere l'unità di controllo (CPU) per ogni byte trasferito tramite l'usuale meccanismo dell'interrupt e la successiva richiesta dell'operazione desiderata, ma generando un singolo interrupt per blocco trasferito.

## Descrizione
Il DMA, tramite il controllore di accesso diretto (DMAC), ha quindi il compito di gestire i dati passanti nel BUS permettendo a periferiche che lavorano a velocità diverse di comunicare senza assoggettare la CPU a un enorme carico di interrupt che ne interromperebbero continuamente il rispettivo ciclo di elaborazione.
Il DMA è usato da molti sistemi hardware come controller di unità a disco, schede grafiche, schede di rete e schede audio.
Essenzialmente, in un trasferimento DMA un blocco di memoria viene copiato da una periferica a un'altra. Il distacco del bus dati dal processore per assegnarlo al controllo del DMA, che questi utilizza per il trasferimento dei dati tra le due periferiche, avviene tramite dei bus switches su richiesta del DMAC. La CPU si limita a dare avvio al trasferimento rilasciando il bus dati, mentre il trasferimento vero e proprio è svolto dal controller DMA (DMAC). Un caso tipico è lo spostamento di un blocco di memoria da unità di memoria esterna alla memoria principale. Se questa operazione, come avviene grazie al DMA, non blocca il processore, esso può continuare a svolgere altre operazioni.
Il DMA gestisce i trasferimenti tra CPU e periferiche tramite l'utilizzo di diverse linee (Acknowledge, richiesta, controllo) e dei due registri DC (Data Counter) e IOAR (Input/Output Address Register). Nel momento in cui la CPU necessita di dati presenti in memoria carica in IOAR l'indirizzo dal quale iniziare l'operazione e in DC il numero di dati consecutivi da trattare, informando il DMA su un ulteriore bit se si tratta di un'operazione di lettura o scrittura. A questo punto il DMA invia la richiesta alla periferica e nel momento in cui riceve il segnale di acknowledge inizia il trasferimento. Ad ogni passo viene incrementato IOAR e decrementato DC finché DC non è uguale a 0.
Il trasferimento tra DMA e I/O può avvenire in diversi modi:
- Burst Transfer: Prevede che, una volta iniziato il trasferimento, il DMA mantenga il controllo del BUS a discapito della CPU, finché esso non è terminato: l'accesso al bus da parte della CPU resta negato durante tutto il trasferimento. Ciò presuppone che la periferica e la memoria consentano un trasferimento tanto veloce e duraturo quanto necessita il DMA Controller;
- Cycle Stealing: Il DMA esegue il trasferimento di parole un solo ciclo completo alla volta (cioè per ogni ciclo si interfaccia con la periferica ed esegue il trasferimento solo se è pronta, in altre parole effettuando un handshaking). Come risultato, il tempo durante il quale alla CPU è interdetto l'accesso al bus dati è più frammentato;
- Transparent/Hidden: Il DMA occupa il BUS solo quando la CPU non ne ha bisogno. Per far sì che ciò avvenga il DMA sorveglia la CPU e inizia un ciclo di bus solo se l'istruzione in esecuzione nella CPU è abbastanza lunga da consentirlo e se tale istruzione non riguarda trasferimenti sul BUS.

La tecnica del DMA "scatter-gather" permette il trasferimento di dati verso più regioni di memoria nel corso di una singola transazione DMA. Il risultato è equivalente a quello che si avrebbe con una catena di normali richieste DMA, ma in questo modo si alleggerisce ulteriormente la CPU da interrupt e operazioni di copia di dati.
La acronimo DMREQ sta per DMA REQuest (richiesta di DMA). L'acronimo DMACK sta per DMA ACKnowledgement (accettazione di DMA).

## Funzionamento
Il chip DMA ha al suo interno almeno quattro registri accessibili dal software in esecuzione nella CPU:
1. Il primo contiene l'indirizzo di memoria di partenza per la lettura o la scrittura
2. Il secondo conta il numero di byte (o parole) da trasferire
3. Il terzo specifica il numero di dispositivo o lo spazio d'indirizzamento di I/O da usare, il che determina il dispositivo di I/O desiderato
4. Il quarto determina se i dati vanno letti dal dispositivo di I/O oppure se devono essere scritti su di esso

Quindi per trasferire un blocco di 32 byte dall'indirizzo di memoria 100 al terminale (sia questo il dispositivo 4) la CPU scrive i numeri 100, 32 e 4 nei primi tre registri DMA, più il codice per la scrittura (in questo caso supponiamo essere 1) nel quarto registro. A questo punto il DMA effettua una richiesta di bus per leggere il byte 100 dalla memoria, analogamente a come farebbe la CPU. Una volta ottenuto il byte, il controllore DMA effettuerebbe una richiesta di I/O al dispositivo 4 finalizzata alla scrittura del byte. Dopo il completamento di queste operazioni, il controllore DMA incrementa di 1 il suo registro d'indirizzo e decrementa di 1 il suo registro contatore. Se il registro contatore è ancora positivo, si prosegue con la lettura di memoria di un altro byte e con la relativa scrittura nel dispositivo.
Infine quando il contatore si azzera, il controllore DMA smette di trasferire dati e manda un impulso sulla linea di interrupt collegata al chip della CPU. In presenza di DMA, la CPU deve solo inizializzare pochi registri, dopo di che è libera di svolgere altri compiti fino al completamento del trasferimento, segnalato da un interrupt proveniente dal controllore DMA. Alcuni controllori DMA dispongono di due, tre o più insiemi di registri per controllare trasferimenti simultanei. 
Anche se con il DMA la CPU viene sollevata dal carico pesante dell'I/O, il procedimento non è del tutto gratuito. Se un dispositivo ad alta velocità, come per esempio un disco, è in fase di trasferimento controllato dal DMA, ci vorranno molti cicli di bus per gli accessi alla memoria e al dispositivo. Durante questi cicli la CPU deve restare in attesa (il DMA ha una priorità di bus sempre maggiore di quella della CPU, perché i dispositivi di I/O difficilmente tollerano ritardi). Il fenomeno che si verifica quando il controllore DMA sottrae cicli di bus alla CPU si dice appropriazione di cicli (cycle stealing, "furto di cicli"). Nientemeno il guadagno che si ottiene nel non dover gestire un interrupt per byte (o per parola) ripaga largamente del danno causato dall'appropriazione di cicli.